# Ефтіміє-Мургу
Ефтіміє-Мургу (рум. Eftimie Murgu) — комуна у повіті Караш-Северін в Румунії. До складу комуни входить єдине село Ефтіміє-Мургу.
Комуна розташована на відстані 320 км на захід від Бухареста, 49 км на південь від Решиці, 119 км на південний схід від Тімішоари, 149 км на північний захід від Крайови.

## Населення
За даними перепису населення 2002 року у комуні проживали 1822 особи.
Національний склад населення комуни:
| Національність | Кількість осіб | Відсоток |
| -------------- | -------------- | -------- |
| румуни         | 1815           | 99,6%    |
| українці       | 5              | 0,3%     |
| угорці         | 1              | 0,1%     |
| німці          | 1              | 0,1%     |

Рідною мовою назвали:
| Мова       | Кількість осіб | Відсоток |
| ---------- | -------------- | -------- |
| румунська  | 1812           | 99,5%    |
| українська | 8              | 0,4%     |
| угорська   | 1              | 0,1%     |
| німецька   | 1              | 0,1%     |

Склад населення комуни за віросповіданням:
| Релігія        | Кількість осіб | Відсоток |
| -------------- | -------------- | -------- |
| православні    | 1538           | 84,4%    |
| баптисти       | 283            | 15,5%    |
| греко-католики | 1              | 0,1%     |

## Зовнішні посилання
- Дані про комуну Ефтіміє-Мургу на сайті Ghidul Primăriilor [Архівовано 8 лютого 2009 у Wayback Machine.]